# Ceremony
Ceremony är en singel från 1981 av New Order. Det är gruppens debutsingel.

## Låtlista

### Storbritannien, 7" - FAC 33
1. "Ceremony" – 4:34
2. "In a Lonely Place" – 4:35

### Storbritannien,12" - FAC 33
1. "Ceremony" – 4:34
2. "In a Lonely Place" – 6:12

- Usually a green sleeve.

### Storbritannien,12" - FAC 33 (andra tryckningen)
1. "Ceremony" – 4:22
2. "In a Lonely Place" – 6:12

## Listplaceringar
| Lista (1981)                     | Topplaceringar |
| -------------------------------- | -------------- |
| Nyzeeländska RIANZ-singellistan  | 7              |
| Brittiska singellistan           | 34             |
| Brittiska indiesingellistan      | 1              |
| US Billboard Hot Dance Club Play | 61             |